# Friedrich Schmieder

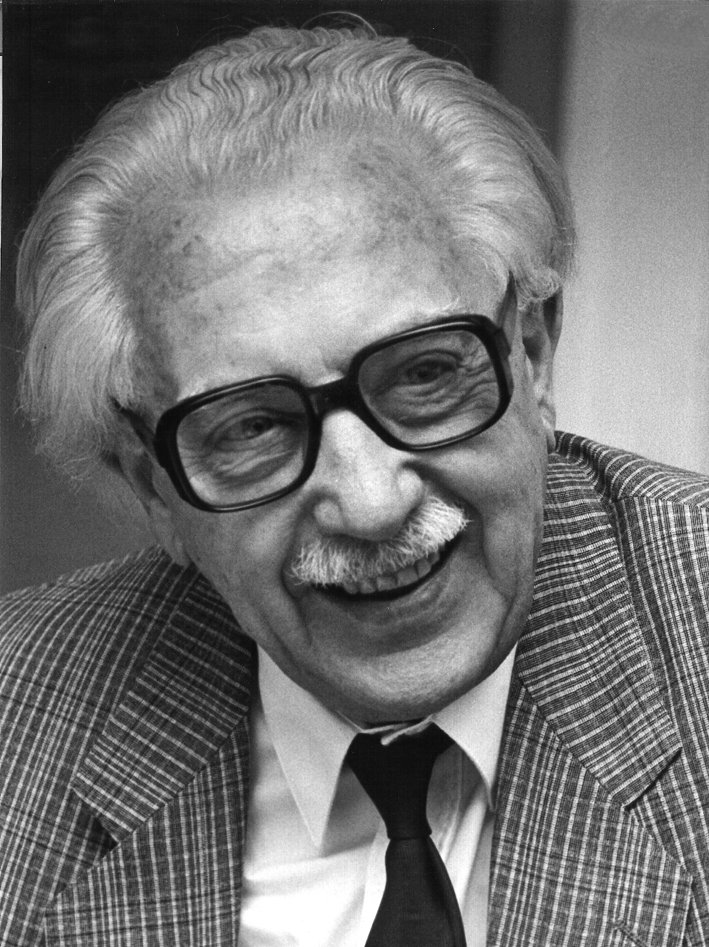

Friedrich Georg Schmieder, auch Fritz Schmieder, (* 24. Juli 1911 in Köln; † 2. Februar 1988 in Bad Krozingen) war ein deutscher Neurologe, Psychiater und Unternehmer. 1950 gründete er die Kliniken Schmieder, heute eine Klinikgruppe neurologischer Rehabilitationskliniken.

## Leben
Der Sohn eines Oberrevisors und Abteilungsleiters im Verband Rheinischer Landwirtschaftlicher Genossenschaften wuchs als ältester von drei Brüdern in Köln auf; Schmieders Familie stammte aus Kuhbach bei Lahr im Schwarzwald. Nach dem Besuch des Dreikönigsgymnasiums in Köln studierte er Medizin an den Universitäten Innsbruck und Köln. Er wurde Mitglied von katholischen Studentenverbindungen des KV, in Innsbruck der Rhenania, in Köln der Alsatia. 1936 beendete er sein Studium mit der Approbation und Promotion. Thema der Dissertation war Das Geburtstrauma im Fragenkreis des Erbgesundheitsgerichts Köln. Schmieder war im Mai 1933 der Nationalsozialistischen Deutschen Arbeiterpartei (NSDAP) beigetreten und zudem Mitglied des NS-Studentenbundes, des NS-Dozentenbundes, des NS-Ärztebundes sowie der Nationalsozialistischen Volkswohlfahrt (NSV). Schmieder arbeitete zunächst als Landarzt und als Schiffsarzt im Liniendienst von Hamburg nach Südamerika, ehe er 1938 eine Assistenzstelle am Universitätsklinikum Heidelberg annahm, um in der Psychiatrisch-Neurologischen Abteilung unter Carl Schneider seine psychiatrische Facharztausbildung zu absolvieren. Im Oktober 1940 heiratete Schmieder Marianne Hitzler, aus der Ehe gingen drei Töchter hervor.
Nach Beginn des Zweiten Weltkrieges baute Schmieder als Stabsarzt der Wehrmacht im Reservelazarett an der Universitätsklinik Heidelberg eine Abteilung zur Behandlung der neuropsychiatrischen Spätschäden nach Fleckfieber und Enzephalitis auf. Ab Juli 1942 war er für Forschungszwecke von der Wehrmacht freigestellt; für eine weitere Freistellung setzte sich im Oktober 1942 Hermann Paul Nitsche von der Zentraldienststelle T4 in einem Schreiben an Werner Blankenburg von der Kanzlei des Führers ein. Schmieder beteiligte sich an einem von Carl Schneider geleiteten Forschungsprogramm, das Kriterien hervorbringen sollte, anhand derer zwischen behandlungsfähigen und nicht behandlungsfähigen Patienten unterschieden werden könne. Ab Dezember 1942 forschte Schmieder vorübergehend in der Heil- und Pflegeanstalt Wiesloch, ab Sommer 1943 wieder an der Heidelberger Universitätsklinik. Dabei erhielt er eine Sondervergütung von 150 RM, die die Zentraldienststelle T4 finanzierte. In Heidelberg wurden 52 Kinder und junge Erwachsene untersucht, von denen später 21 in der „Kinderfachabteilung“ der Heil- und Pflegeanstalt Eichberg durch überdosierte Medikamente ermordet wurden. Ob Schmieder von diesen Morden erfuhr, ist bis heute unklar. Im Rahmen des Forschungsprojektes befasste sich Schmieder mit anthropometrischen Studien und fertigte Fotografien von Patienten an, die er in einer Fachzeitschrift veröffentlichte.
1944 habilitierte sich Schmieder mit einer Arbeit über die Spätschäden nach Fleckfieber. Ab November 1944 befand sich Schmieder im Fronteinsatz bei der 11. Panzer-Division in Frankreich. Im Januar 1945 wurde er für die Bergung von Verwundeten mit dem Eisernen Kreuz ausgezeichnet. Danach geriet er bei Kriegsende in amerikanische Kriegsgefangenschaft, aus der er im Juni 1945 entlassen wurde. Anschließend kehrte Schmieder wieder nach Heidelberg zurück und nahm sein Beschäftigungsverhältnis an der Universitätsklinik Heidelberg auf. Die Forschungsergebnisse seiner Habilitationsarbeit über nervöse Beschwerden nach Fleckfieber stellte Schmieder 1947 dem Deutschen Kongress für Neurologie und Psychiatrie vor.
Nach seiner Anerkennung als Facharzt für Nerven- und Gemütskrankheiten im Juni 1946 eröffnete er im April 1948 eine nervenärztliche Fachpraxis in Kirchheim unter Teck, die bis März 1951 bestand. Neben seiner Praxistätigkeit widmete sich Schmieder weiterhin der wissenschaftlichen Arbeit. Im Zentrum seines Interesses standen zu dieser Zeit Suchtprobleme, arbeitsmedizinische Fragen und Präventionsmöglichkeiten. Zu diesen Themen publizierte Schmieder zwischen 1949 und 1951 mehrere Fachaufsätze.
Im November 1950 gründete Schmieder in Gailingen am Hochrhein das „Sanatorium Schloss Rheinburg“ mit zunächst 20 Betten für Privatpatienten mit neurologischen und psychiatrischen Erkrankungen. Nach dem Abschluss eines Vertrages mit dem Bundesarbeitsministerium und der Landesversorgungsanstalt wurde Schmieders Sanatorium im Frühjahr 1956 zur „Vertragskuranstalt für Hirnverletzte, Nervengeschädigte und süchtige Kriegsverletzte“, deren Bettenzahl bis 1956 auf 150 wuchs. Bedingt durch Änderungen in der Patientenstruktur und den seit 1957 bestehenden gesetzlichen Anspruch auf Rehabilitation wandelte sich das Sanatorium ab 1960 zur neurologischen Fachklinik. Zusammen mit einer zweiten, ab 1974 bestehenden Einrichtung in Allensbach entwickelten sich die Kliniken Schmieder laut Deutschem Ärzteblatt zum größten und bekanntesten neurologischen Rehabilitationszentrum der Bundesrepublik; 1988 betrug sowohl die Zahl der Betten als auch die der Mitarbeiter 620 bei circa 5000 Patientenaufnahmen pro Jahr. In seiner Klinik entwickelte Schmieder als einer der Ersten Konzepte des Hirntrainings. Die ganzheitliche Behandlung neurophysiologischer (also „körperlicher“) und neurokognitiver („geistiger“) Symptome einschließlich intensiver psychotherapeutischer Betreuung erschien Schmieder als wichtige Voraussetzung dafür, Lebensqualität und gesellschaftliche Teilhabe der Patienten optimal zu fördern.
1956 hatte Schmieder seinen ganzheitlichen Behandlungsansatz in einer Denkschrift an den Bundesminister für Arbeit erläutert:

„Werden durch das Heilverfahren die körperlichen und geistigen Kräfte z. T. wiederhergestellt oder geübt, so ist ja damit aber noch nicht das ohne weiteres erreicht, was im Mittelpunkt der Rehabilitation stehen muss. Wir meinen das Wissen um die verbliebenen Fähigkeiten und Entwicklungsmöglichkeiten, die Wiedergewinnung von Lebensmut und Lebenshoffnung, die Klärung des künftigen sozialen und beruflichen Weges und besonders die Bereitschaft zum Einbau in die soziale Welt und zur Übernahme eines bestimmten Lebensrisikos.“

Friedrich Schmieder gilt als Wegbereiter der Neurologischen Rehabilitation in Deutschland. Er entwickelte vielfältige Behandlungskonzepte, auf denen die medizinisch-therapeutische Rehabilitation neurologischer Patienten noch heute aufbaut. Besondere Bedeutung maß er der Rehabilitationspädagogik und der Berufstherapie bei. Für ein symbolisches Jahresgehalt von 1 DM entwickelte Schmieder neben der Arbeit in seinen eigenen Kliniken ein Konzept für ein Fachzentrum zur Behandlung neurologischer Patienten im Kindes- und Jugendalter, anschließend wirkte er ehrenamtlich beim Aufbau des Fach- und Rehabilitationszentrums mit. Das daraus entstandene Gailinger Jugendwerk besteht noch heute als Einrichtung des HBH-Klinikverbundes in der Nachbarschaft der Kliniken Schmieder Gailingen.
Ende der 1940er Jahre gehörte Schmieder zu den Mitbegründern des Hartmannbundes; zeitweise war er dessen Geschäftsführer für Baden-Württemberg. 1970 wurde er zum Vorsitzenden der Deutschen Gesellschaft für Hirntraumatologie ernannt. 1971 wurde Schmieder die Ehrenbürgerwürde von Gailingen verliehen; 1974 wurde er mit dem Bundesverdienstkreuz am Bande ausgezeichnet. 1979 wurde er zudem mit dem Bundesverdienstkreuz 1. Klasse geehrt. Ministerpräsident Lothar Späth bezeichnete Schmieder im November 1980 anlässlich der Verleihung des Titels Professor als „bahnbrechend in der Betreuung von Hirnverletzten“. Friedrich Schmieder war ein leidenschaftlicher Büchersammler.
Der Journalist und Schriftsteller Ernst Klee machte im August 1983 in der Wochenzeitung Die Zeit auf Schmieders Tätigkeiten in der Zeit des Nationalsozialismus aufmerksam. Schmieder wies auf die Geheimhaltung der nationalsozialistischen Krankenmorde hin und erklärte, er habe erst nach Kriegsende von der Finanzierung der Forschungen durch die Berliner Zentraldienststelle T4 erfahren. Zudem sah er das Bedürfnis, ihn „durch Jahrgang und Beruf bedingt – zum Sündenbock für menschenverachtendes Denken und Handeln vor 40 Jahren“ machen zu wollen.
Am 20. März 1984 leitete die Staatsanwaltschaft Heidelberg ein Ermittlungsverfahren gegen Schmieder und die beiden Ärzte Carl Friedrich Wendt und Hans-Joachim Rauch der ehemaligen Forschungsgruppe um Carl Schneider ein. Schmieder bestritt, vor Kriegsende Kenntnis der nationalsozialistischen Krankenmorde gehabt zu haben, und erklärte die Sondervergütung von 150 RM, die er von der Berliner „Euthanasie“-Zentrale erhalten hatte, als Ersatz für andere ausgefallene Nebentätigkeiten. Am 16. Mai 1986 stellte die Staatsanwaltschaft das Ermittlungsverfahren gegen alle drei Beschuldigten ein, da deren Einlassungen nicht zu belegen seien. Nach Zeugenaussagen war unter Heidelberger Ärzten und Pflegern bekannt, dass auf dem Eichberg Patienten getötet wurden. Die Staatsanwaltschaft hielt dies nicht für gesichertes Wissen, sondern für Gerüchte. Willi Dreßen, der Leiter der Ludwigsburger Zentralstelle, hielt es im Jahr 2000 für „[s]chwer verständlich, daß unter diesen Umständen den drei Ärzten entgangen sein soll, worum es bei ihrer Arbeit in der Forschungsabteilung ging“ und für unglaubwürdig, dass die Beschuldigten nichts von den nationalsozialistischen Krankenmorden gehört haben wollen.